# علقيات حقيقية
العلقيات الحقيقية (الاسم العلمي: Euhirudinea) هي صنف من الحيوانات تتبع طائفة العلقيات من شعبة الديدان المقسمة.

## رتب
- يعلوقيات لاخطمية